# Malon Al-Jiboori
Pas d'image ? Cliquez ici

a Compétitions nationales et continentales officielles uniquement.

b Matchs officiels uniquement.
Dernière mise à jour le 16 avril  2021.
Malon Al-Jiboori, né le 4 septembre 1997 à Tulsa (États-Unis), est un joueur international américain de rugby à XV et de rugby à sept. 

## Biographie
Malon Al-Jiboori pratique d'abord le football américain. Il découvre le rugby à 16 ans, suivant les traces de ses frères, au sein du Tulsa Union High School (en), où il gagne une sélection en équipe nationale lycéenne. Talentueux dans les deux sports, il refuse une bourse universitaire en football pour se concentrer sur le rugby. Il intègre alors l'Université Lindenwood (en) de 2015 à 2017. Durant ces années universitaires, il intègre l'Équipe des États-Unis de rugby à XV des moins de 20 ans à l'occasion du Trophée mondial de rugby à XV des moins de 20 ans en 2016, puis l'USA Select XV à l'occasion du World Rugby Americas Pacific Challenge. 
En 2017, toujours étudiant, il fait ses premières apparitions avec l'équipe des États-Unis de rugby à sept. D'abord réserviste, il connaît sa première sélection lors du tournoi de Singapour. La même année, il fait partie des All-Americans à XV qui affrontent l'l'Oxford University RFC. 
Après son cursus universitaire, il intègre la sélection américaine à sept à temps plein. Il dispute les huit tournois des World Rugby Sevens Series 2018-2019. A XV, il signe en faveur des Legion de San Diego, mais ne dispute qu'une rencontre avec eux. Il devient néanmoins international à l'occasion d'un match face au Chili. 
En 2019, il laisse de côté le sept et se concentre sur le XV, signant un contrat en faveur des Raptors de Glendale. Ce passage à temps plein à XV lui permet d'intégrer plus régulièrement la sélection, à tel point qu'il participe à la coupe du monde 2019, où il joue un match. 
En 2020, il retourne à San Diego, et reprend le rugby à sept à l'occasion du tournoi de Vancouver. Il ne signe pas de contrat en Major League Rugby pour 2021, se concentrant sur la rugby à sept et les tournois de préparation aux Jeux olympiques de Tokyo,. Il signe finalement un contrat en faveur des Ealing Trailfinders. Il retourne aux Etats-Unis début 2022, rejoignant les Sabercats de Houston pour la nouvelle saison de MLR.

## Statistiques

### En sélection à XV
| Année | Compétition                    | Matchs | Points | Essais | Transf. | Drops | Pénal. |
| ----- | ------------------------------ | ------ | ------ | ------ | ------- | ----- | ------ |
| 2018  | ARC                            | 1      | 5      | 1      | -       | -     | -      |
| 2019  | ARC                            | 1      | -      | -      | -       | -     | -      |
| 2019  | Coupe des nations du Pacifique | 2      | -      | -      | -       | -     | -      |
| 2019  | Test                           | 1      | -      | -      | -       | -     | -      |
| 2019  | Coupe du monde                 | 1      | -      | -      | -       | -     | -      |
| Total | Total                          | 6      | 5      | 1      | -       | -     | -      |

| Essai | Adversaire | Lieu                          | Compétition | Date            | Résultat | Score |
| ----- | ---------- | ----------------------------- | ----------- | --------------- | -------- | ----- |
| 1     | Chili      | Titan Stadium (en), Fullerton | ARC 2018    | 17 février 2018 | Victoire | 45-13 |